# Antichloris chalcoviridis
Antichloris chalcoviridis là một loài bướm đêm thuộc phân họ Arctiinae, họ Erebidae.